# Dryudella
Dryudella is een geslacht van graafwespen (Crabronidae). De wetenschappelijke naam van het geslacht is voor het eerst wetenschappelijk gepubliceerd door Maximilien Spinola in 1843.
Er waren, in 1976, 42 soorten beschreven in dit geslacht. De meeste soorten komen voor in het Holarctisch gebied; enkele ook in het Afrotropisch en Neotropisch gebied. In Nederland zijn twee soorten waargenomen, de Noorse wantsendoder Dryudella pinguis en de slanke wantsendoder Dryudella stigma.
Zoals de Nederlandse namen aangeven, jagen deze wespen op wantsen, meer bepaald bodemwantsen (familie Lygaeidae) in het geval van D. pinguis. Ook pantserwantsen (Scutelleridae) of knotswantsen (Rhopalidae) zijn prooien van Dryudella. De wesp graaft een nest in de bodem en vult die met een aantal prooien. Die brengt ze naar het nest nadat ze ze met een steek heeft geïmmobiliseerd. Op een van de wantsen legt ze een eitje. Een nest kan uit meerdere cellen bestaan.

## Soorten
- D. aquitana (Pulawski, 1970)
- D. bifasciata (von Schulthess, 1926)
- D. erythrosoma (Pulawski, 1959)
- D. esterinae Pagliano, 2001
- D. femorallis (Mocsary, 1877)
- D. freygessneri (Carl, 1920)
- D. lineata Mocsary, 1879
- D. monticola (Giner Mari, 1945)
- D. picticornis (Gussakovskij, 1927)
- D. pinguis

Noorse wantsendoder (Dahlbom, 1832)
- D. sepulchralis (Beaumont, 1968)
- D. stigma

Slanke wantsendoder (Panzer, 1809)
- D. tricolor (Vander Linden, 1829)